# 森さやか
森 さやか（もり さやか、本名：森清佳〔読みは同じ〕、1979年9月6日 - ）は、北海道テレビ放送（HTB）の女性アナウンサー。

## 人物・略歴
- 千葉県市原市出身。身長161cm、血液型B型。市原市に両親と兄がいる。
- 趣味はラーメン食べ歩き、旅行、ヨガ。
- 特技は乗馬、お菓子作り。
- 1998年学習院女子高等科から学習院大学文学部史学科に進学。大学では学生相談所に所属。2003年卒業後、入社。
- 2003年ミニ番組「さやかのドキドキ宣伝隊」と札幌市の広報番組「愛・らぶサッポロ[1]」の担当となり、新人で冠番組を担当する。
- 2004年10月 「イチオシ!」スポーツコーナー「イチスポ!」担当となる。
- 2004年、第3回ANNアナウンサー賞「原稿のあるもの部門」で優秀賞を受賞。
- 2005年4月1日 「イチオシ!」の2代目MCとなる。
- 2005年6月1日、9月21日 地上デジタル放送推進大使北海道地区促進部隊「デジタル宣隊☆アナレンジャー」の隊員となる。必殺技は「双方向」。HTBの地デジCMでは「ユメミルデジ6、HTB」と指を丸めて6の形にしてその穴から覗くというPRを展開している。
- 2009年7月27日放送の「イチオシ!」で結婚を発表。
- 2010年1月29日放送の「イチオシ!」をもって産休に入り、第一子（長男）を出産。
- 2010年10月4日放送の「イチオシ!」から産休明けで復帰した。
- 2013年3月1日放送の「イチオシ!」で第2子を授かった事を発表し、二度目の産休に入り次男を出産。「イチオシ!」MCの座を後輩の国井美佐に譲り番組を卒業する。
- 2014年4月14日から産休明けで復帰した。
- 2014年7月に佐藤麻美が別部署へ異動して以降は、HTBの現役女性アナウンサー最年長となっている。
- 2017年4月より金曜日担当のレポーターとして「イチオシ!」に復帰した。
- 2021年10月より再び「イチオシ!!」のメインMCに復帰した。
- 2023年9月29日「イチオシ!!」番組卒業。

## 現在の担当番組
- 「HTBニュース」（2014年4月14日 - 不定期、月曜 - 金曜11:42 - 11:45）
- 「ハナタレナックス」 - 進行役（不定期）
- 「HTBノンフィクション」（2010年12月4日 - 不定期） - ナレーション（不定期）
- 「あなたとHTB」（2025年4月27日 - （以前も担当（2014年4月27日 - ））、毎月最終日曜5:05 - 5:20） - メインキャスター

## 過去の担当番組
- 「イチオシ!!」（2005年4月1日 - 2023年9月29日、月曜 - 金曜15:45 - 19:00）
  - 2004年10月 - 2005年3月はスポーツ担当、2005年4月 - 2013年3月、2021年10月 - 2023年9月まではメインMC、2017年4月 - 2021年9月までは金曜リポーター
- ミニ番組「さやかのドキドキ宣伝隊」
- ドラバラ鈴井の巣 第6回作品 『VS 〜禁断の対決企画〜』 大泉組 「さよなら朝日荘」 - 塩田美咲 役
- 選挙ステーション2003（2003年11月9日〈第43回衆議院議員総選挙の開票特別番組〉）※テレビ朝日系全国ネット - 第1部冒頭の列島中継リレーで札幌駅前通りから中継出演）
- 「我が家に地デジがやってきた」（2006年6月1日、NHKと民放5社（HBC、STV、HTB、UHB、TVH）共同制作）
- 「情報マルシェ!」（2014年5月2日 - 2015年3月、金曜11:00 - 11:30） - MC
- 「HTB開局40周年記念「〜ありがとう40年〜全部たしたら10時間!ユメミル広場に大集合!!」」[2]（2008年8月29日（23:15 - 25:30）、31日（6:30 - 8:00、9:30 - 16:00）札幌ドーム内レポーター
- テレメンタリー2019スペシャル「令和を生きる君へ」（2019年12月31日、テレビ朝日） - ナレーション[3]
- 「ゴー！ゴー！幸齢者　アクティブシニア北海道」（2021年4月5日 - 2022年3月28日、月曜10:25 - ） - ナレーション

## 舞台

### リーディングドラマ
- 「DIARY～失ったガラスの靴を探して～」[4]（2005年12月、札幌ロフト 五番舘赤れんがホール、鈴井貴之演出）
- 「Memory～はがされた時間～」[5]（2006年12月16日13:30～、17日13:30～、18:00～、コンカリーニョ[6]）

## ポッドキャスト
- さやか的　朗読の世界へようこそ